# Šarif Ahmed
Šarif Ahmed (* 25. července 1964 Chabila, Somálsko) (Somálsky: Sheekh Shariif Sheekh, Arabsky:الشيخ شريف شيخ أحمد) je somálský politik, předseda Alliance for the Re-liberation of Somalia (ARS) v Somálsku, prezident v letech 2009 až 2012. Narodil se v somálském městě Chabila roku 1964.
| Prezident Somálska                  | Prezident Somálska    | Prezident Somálska           |
| ----------------------------------- | --------------------- | ---------------------------- |
| Předchůdce: Adan Mohamed Núr Madobe | 2009–2012 Šarif Ahmed | Nástupce: Hasan Šejk Mohamúd |